# Lesbœufs
Lesbœufs là một thị trấn ở tỉnh Somme trong vùng Hauts-de-France, Pháp.

## Địa lý
Lesbœufs is Xã này tọa lạc trên đường D74, khoảng nửa dặm Anh từ đường ô tô A1, khoảng 30 dặm Anh về phía đồng bắc của Amiens.

## Dân số
| 1962                                                         | 1968 | 1975 | 1982 | 1990 | 1999 |
| ------------------------------------------------------------ | ---- | ---- | ---- | ---- | ---- |
| 213                                                          | 213  | 150  | 138  | 159  | 151  |
| Số liệu điều tra dân số từ năm 1962, dân số không tính trùng |      |      |      |      |      |